# Aglaia koordersii
Aglaia koordersii är en tvåhjärtbladig växtart som beskrevs av S.S. Jain & S.S.R. Bennet. Aglaia koordersii ingår i släktet Aglaia och familjen Meliaceae. Inga underarter finns listade i Catalogue of Life.